# Omloop van de Westkust
Le Omloop van de Westkust, ou Circuit de la côte ouest, est une ancienne course cycliste belge, disputée de 1933 à 2001 à La Panne, commune située en Région flamande dans la province de Flandre-Occidentale.

## Palmarès
| Année | Vainqueur              | Deuxième                   | Troisième          |
| ----- | ---------------------- | -------------------------- | ------------------ |
| 1933  | Gaston Rebry           | Alfons Ghesquière          | Émile Decroix      |
| 1937  | André Defoort          |                            |                    |
| 1946  | Albert Sercu           |                            |                    |
| 1948  | Jan Laroye             | Omer Mommerency            | Achiel Calcoen     |
| 1957  | Henri Denys            | Cyriel Van Bossel          | René Mertens       |
| 1958  | Roger Devoldere        |                            |                    |
| 1966  | Theo Verschueren       | André Planckaert           | Norbert Kerckhove  |
| 1967  | Roger Cooreman         | Eric Demunster             | André Hendryckx    |
| 1968  | Georges Pintens        | Robert Legein              | Gilbert De Smet    |
| 1969  | Roger Cooreman         | Albert Vande Moortel       | Frans Verstraeten  |
| 1970  | Willy Vekemans         | Fernand Hermie             | Roger Cooreman     |
| 1971  | Roger De Vlaeminck     | Gustaaf Van Roosbroeck     | Pieter Nassen      |
| 1972  | Christian Callens (nl) | Willy Van Neste            | Daniel Verplancke  |
| 1973  | Frans Verbeeck         | Freddy Maertens            | Roger De Vlaeminck |
| 1974  | Lieven Malfait         | Joseph Spruyt              | Walter Planckaert  |
| 1975  | Marc Demeyer           | Walter Godefroot           | Léon Thomas        |
| 1976  | Eddy Merckx            | Englebert Opdebeeck        | Marc Demeyer       |
| 1977  | Richard Bukacki        | Benny Schepmans            | Hugo Van Gastel    |
| 1978  | Luc Leman              | Patrick Verstraete         | Frank Arijs        |
| 1979  | Jan van Houwelingen    | Gustaaf Van Roosbroeck     | Richard Bukacki    |
| 1980  | Alain Desaever (nl)    | Ronny Van Marcke           | Eddy Furnière      |
| 1981  | Ludo Peeters           | Patrick Pevenage (nl)      | Noël Dejonckheere  |
| 1982  | Michel Pollentier      | Alain Desaever (nl)        | William Tackaert   |
| 1983  | Johnny De Nul (nl)     | Philippe Poissonnier       | Bert Van Ende      |
| 1984  | Luc Meersman           | Etienne Van der Helst (nl) | Dirk Demol         |
| 1985  | Marc Maertens          | Werner Devos               | Dirk Heirweg       |
| 1986  | Eddy Planckaert        | Marc Maertens              | Johan Capiot       |
| 1987  | Jozef Lieckens         | Wim Arras                  | Ronny Van Holen    |
| 1988  | Eddy Planckaert        | Jerry Cooman               | Werner Devos       |
| 1989  | Jean-Paul van Poppel   | Peter Pieters              | Johan Capiot       |
| 1990  | Frank Hoste            | Marc Sergeant              | Johan Museeuw      |
| 1991  | Bart Leysen            | Rober van der Vin          | Edwin Bafcop       |
| 1992  | Michel Vermote         | Jean-Marie Wampers         | Dimitri Zhdanov    |
| 1993  | Danny Daelman          | Andreï Tchmil              | Udo Bölts          |
| 1994  | Udo Bölts              | Hendrik Redant             | Dirk Demol         |
| 1995  | Patrick De Wael        | Michel Vermote             | Eric Vanderaerden  |
| 1996  | Hans De Meester        | Marc Streel                | Christ Hendryckx   |
| 1997  | Frank Høj              | Martin Müller              | Matthew Gilmore    |
| 1998  | Kris Gerits            | Wim Omloop                 | Gert Vanderaerden  |
| 1999  | Niko Eeckhout          | Geert Omloop               | Karel Vereecke     |
| 2000  | Niko Eeckhout          | Geert Omloop               | Eddy Ratti         |
| 2001  | Stefan van Dijk        | Tom Steels                 | Karel Vereecke     |